# Lech Wojciechowski

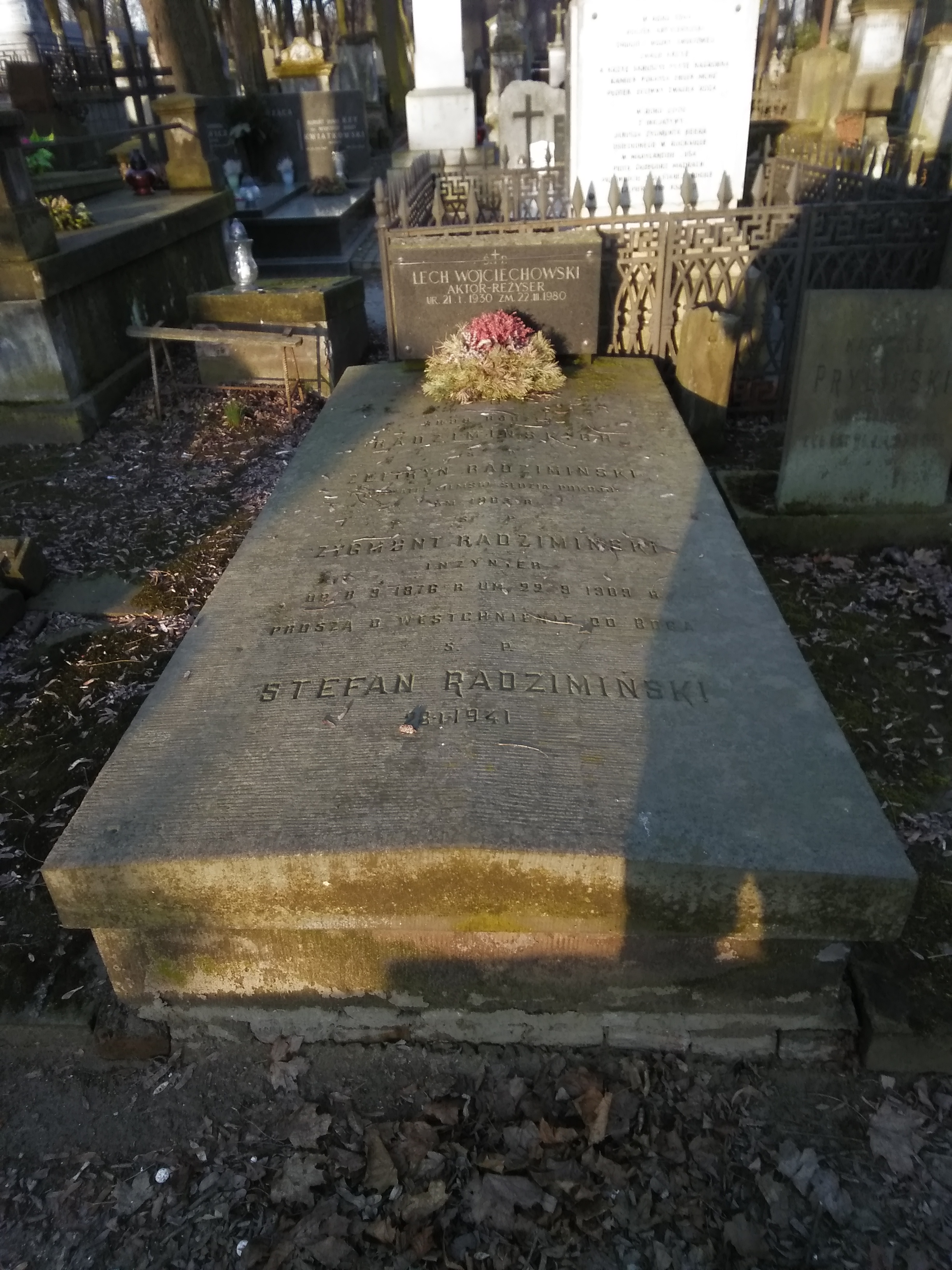
Grób Lecha Wojciechowskiego na cmentarzu Powązkowskim

Lech Wojciechowski (ur. 27 stycznia 1930 w Sulmierzycach, zm. 22 marca 1980 w Warszawie) – polski aktor teatralny i filmowy.
Absolwent wydziału aktorskiego Państwowej Wyższej Szkoły Filmowej, Telewizyjnej i Teatralnej w Łodzi w 1956 oraz wydziału reżyserskiego Państwowej Wyższej Szkoły Teatralnej w Warszawie w 1968.
Do 1966 występował w teatrach łódzkich, następnie był reżyserem w teatrach warszawskich: Polskim (1969–1973), Nowym (1973–1977) i w Warszawskiej Operze Kameralnej (1978–1980).

Jest pochowany na cmentarzu Powązkowskim (kwatera 158, rząd 1, grób 7).